# Denton (Nebraska)
Denton is een plaats (village) in de Amerikaanse staat Nebraska, en valt bestuurlijk gezien onder Lancaster County.
Het Onze-Lieve-Vrouw van Guadalupe seminarie van de Priesterbroederschap van Sint Petrus is hier gevestigd.

## Demografie
Bij de volkstelling in 2000 werd het aantal inwoners vastgesteld op 189. In 2006 is het aantal inwoners door het United States Census Bureau geschat op 216, een stijging van 27 (14,3%).

## Geografie
Volgens het United States Census Bureau beslaat de plaats een oppervlakte van 0,4 km², geheel bestaande uit land. Denton ligt op ongeveer 406 m boven zeeniveau.

## Plaatsen in de nabije omgeving
De onderstaande figuur toont nabijgelegen plaatsen in een straal van 20 km rond Denton.